# Dastagird

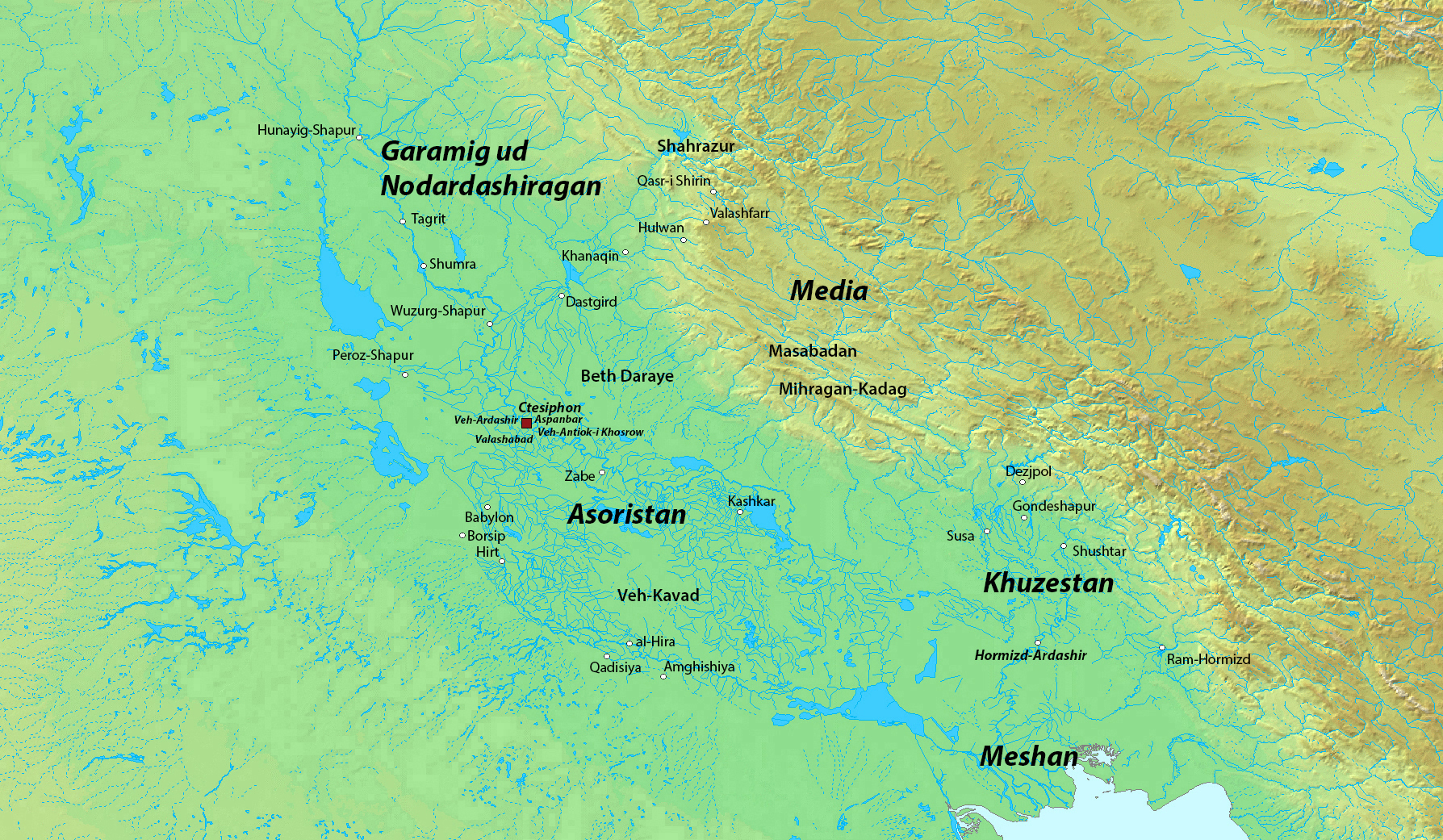
Carte de la région de Ctésiphon, la capitale des Sassanides.

Dastagird (aussi appelé Dastigird ou Daskara) est une ancienne cité de l'Empire des Sassanides, située dans l'actuelle Irak, à proximité directe de la capitale impériale, Ctésiphon.
La ville est d'abord connue sous le nom d'Artémita, avant d'être rebâtie et renommée par le roi Hormizd Ier (270-271). Au cours du règne de Khosro Ier (531-579), la ville s'étend sensiblement avec la construction d'un palais et d'une forteresse. Elle est alors parfois appelée Khosro-Shad-Khavadh. Lors du règne de Khosro II (590-628), Dastagird devient une des résidences royales mais elle est mise à sac par Héraclius, qui réalise alors une offensive décisive au cœur du territoire sassanide, après sa victoire à la bataille de Ninive. Ce raid a un impact profond sur le destin de la ville, qui disparaît des sources à la suite de cet épisode.